# Friso

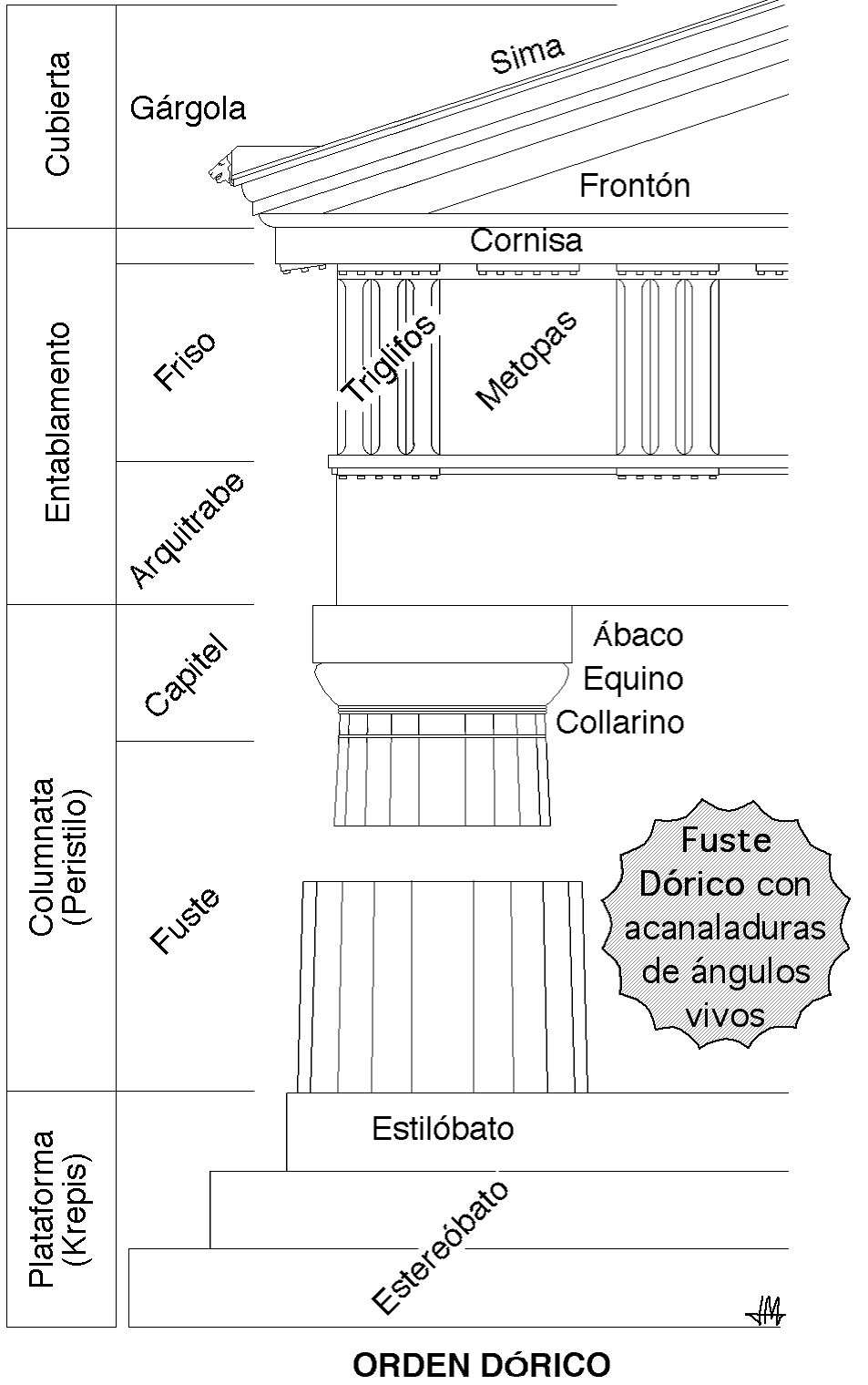
Orden Dórico.

Un friso (del latín: proveniente de: frisium) sirve en arquitectura para denominar a la parte ancha de la sección central de un entablamento, que puede ser lisa o (en los órdenes jónico y corintio) estar decorada con bajorrelieves. En una pared sin columnas queda sobre el arquitrabe (‘viga principal’) y queda cubierto por las molduras de la cornisa.

## Decoración interior
En espacios interiores, el friso de una habitación es la parte de la pared sobre la moldura para cuadros y bajo las molduras del techo o la cornisa. Por extensión, un friso es una larga banda decorativa pintada, esculpida o incluso caligrafiada en ese lugar, por encima del nivel de los ojos. Los frisos decorativos pueden representar escenas en una secuencia de paneles separados. El material del que se fabrica el friso puede ser escayola, madera tallada o algún otro medio decorativo.

Friso de la catedral de Notre Dame de París, conocido como Galería de los reyes.

## Pulvino
Se llama pulvino al friso de sección convexa. Estos frisos fueron característicos del manierismo nórdico del siglo XVI, especialmente en la arquitectura de interiores y el mobiliario. También se manifiestan en edificaciones de esta época y algo más tardías en las islas británicas, sobre todo en el palladianismo.